# Hönow (métro de Berlin)
Hönow est une station terminus de la ligne 5 du métro de Berlin, dont le nom fait référence a Hönow, quartier de Hoppegarten situé derrière la frontière de la ville. La station elle-même se trouve dans le quartier de Berlin-Hellersdorf.

## Situation

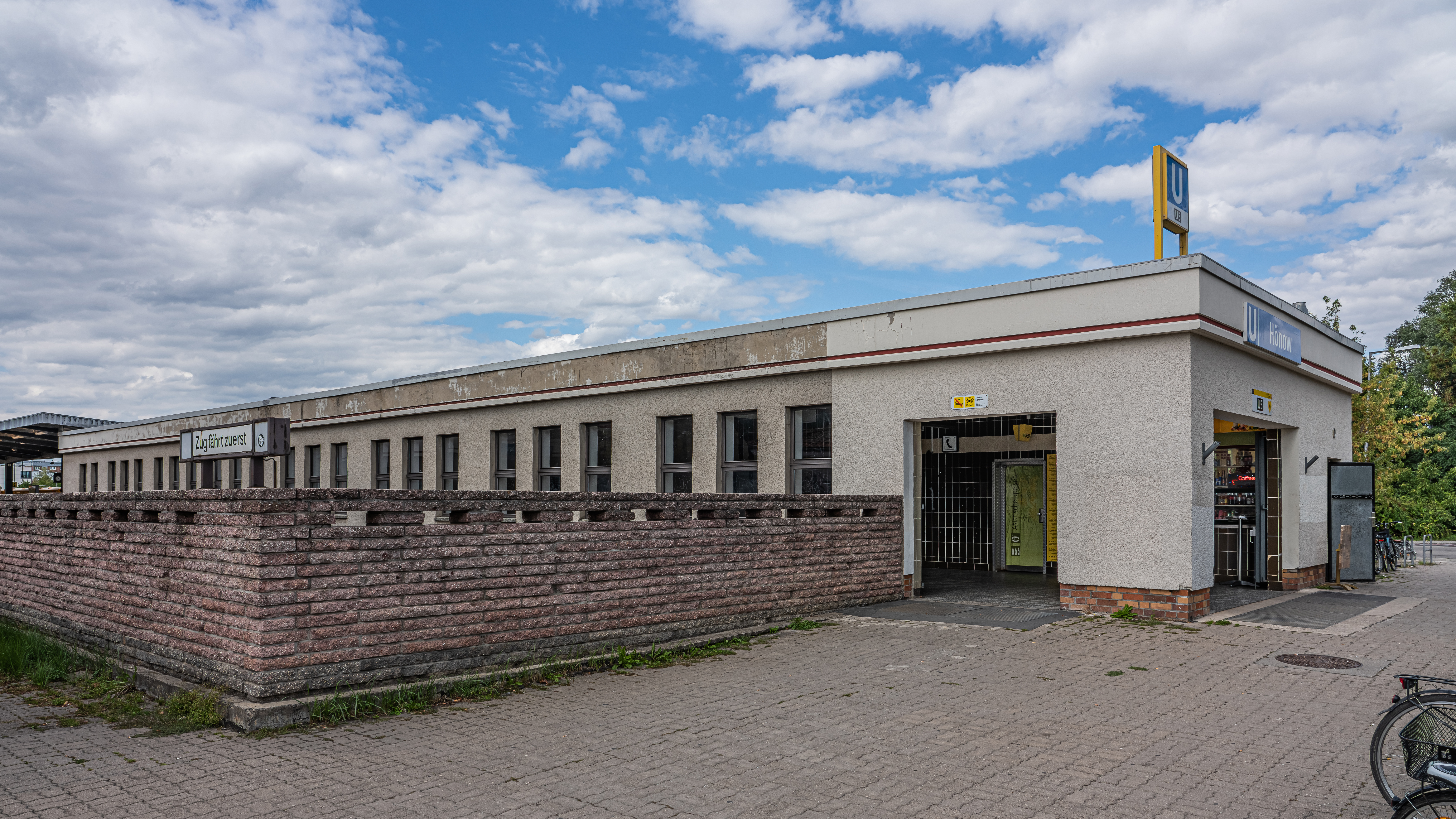
L'entrée de la station.

La station est située tout près des limites orientales de Berlin ; la frontière avec la commune de Hoppegarten dans le Land de Brandebourg se trouve juste à l'entrée principale. La gare comprend une zone d'arrêt des trains s'étendant jusqu'à la station suivante de Louis-Lewin-Straße et également une aire de stationnement P+R.
Les rames arrivent sur un quai central, un autre quai latéral est hors service.

## Historique
Après quatre ans de travaux, le premier train quitte la station vers Alexanderplatz au petit matin du 1er juillet 1989. Après la réunification allemande l'année suivante, le trafic baisse fortement, rendant obsolète une grande partie des installations initiales.

## Service des voyageurs

### Accueil
La station possède trois accès, dont deux vers Hönow, l'un étant équipé d'une rampe inclinée pour les personnes à mobilité réduite et un troisième avec une passerelle traversant les voies à l'ouest.

### Intermodalité
La station est en correspondance avec les lignes d'autobus no 395, 941 et 943 qui desservent la banlieue est.